# Alaksiej Patupczyk
Alaksiej Wiktarawicz Patupczyk (biał. Аляксей Віктаравіч Патупчык; ur. 2 lutego 1990 w Mohylewie) – białoruski wioślarz.

## Osiągnięcia
- Mistrzostwa Świata Juniorów – Linz 2008 – czwórka bez sternika – 13. miejsce[1].
- Mistrzostwa Europy – Brześć 2009 – ósemka – 9. miejsce[1].